# Anomophysis ceramensis
Anomophysis ceramensis là một loài bọ cánh cứng trong họ Cerambycidae.